# 8.8 cm PaK 43
8.8 cm PaK 43（8,8 cm Panzerabwehrkanone、アハト・コンマ・アハト・ツェンツィミーター・パンツァーアプヴェーア・カノーネ、「8.8 cm対戦車砲」の意）は、第二次世界大戦中にドイツ国防軍で採用された口径88 mmの対戦車砲である。

## 概要
1940年、ドイツ国防軍は従来の8.8 cm FlaK 18/36/37に代わる高射砲開発のための契約を、ラインメタル社およびクルップ社と交わした。
先行したのはラインメタル社で、従来の8.8 cm砲同様に十字型砲架に載せられた新しい74口径という長砲身、装薬の多い、より高威力の砲弾を用いるFlaK 41が開発・採用された。これは威力こそ高かったものの、初期トラブルや生産の遅延が発生した。対抗するクルップ社の試作名称Gerät（ゲレート）58にも採用の機会はあったが、結局こちらはものにはならず、新たに戦車砲および重対戦車砲として設計をやり直すこととなった。
1943年、これらは戦車砲型が8.8 cm KwK 43、対戦車砲型が8.8 cm PaK 43として採用された。どちらも砲身長は71口径で、垂直鎖栓式の閉鎖機と、ボタンを押すと発砲する電気式の撃発装置を持っていた。これは、戦車砲としては普通であるが、対戦車砲としては珍しい仕様で、互換性を重視したようである。また、後座する尾栓が砲架などに当たるような角度では、安全装置が働いて発砲しないようになっている。他のこの類の砲同様、閉鎖機を開いた時に自動的に薬莢が排出され、装填後に閉鎖される。
なお、自走砲用として、ナースホルン用のPaK 43/1、エレファント重駆逐戦車用のPaK 43/2、ヤークトパンター用のPaK 43/3が、また大戦末期には牽引型PaK 43を自走化した、各種のヴァッフェントレーガーも製作されている。PaK 43/3はこれを搭載するヤークトパンターの、MIAG社工場が爆撃され車体の生産が遅延したため、先に生産され余剰になった物を簡易型十字砲架に載せた対戦車砲も作られた。これは駆逐戦車搭載用に前後のバランスが調整されていたため、ヤークトパンターの防盾をそのまま、または代わりのバラストを装着している。
砲弾に用いられる装薬が6.8 kgと、米軍の90mm戦車砲M3用砲弾の3.3 kgの倍以上というこの砲の威力は、第二次世界大戦中の対戦車砲としては最高クラスの1つである。通常の被帽付徹甲榴弾であるPzGr 39/43を用いた場合、30度傾斜した装甲板に対しては、203 mm（射程100 m）/185 mm（射程500 m）/165 mm（射程1,000 m）/148 mm（射程1,500 m）/132 mm（射程2,000 m）貫通できた。タングステン芯が仕込まれたPzGr40/43の場合、30度傾斜した装甲板に対しては、237 mm（射程100 m）/217 mm（射程500 m）/193 mm（射程1,000 m）/171 mm（射程1,500 m）/153 mm（射程2,000 m）であり、実際に戦場で遭遇したあらゆる敵戦車を撃破可能であった。
対戦車砲としては珍しく高射砲のように十字型砲架が採用され、専用トレーラーから降ろした射撃状態では360度の全周射撃が可能であるが、緊急時にトレーラー上から発砲する場合は側面の脚を展開し、射角は左右30度に限定される。4つの（チューブ式またはソリッド式の）ゴムタイヤを備えた専用の204型トレーラー（ゾンダーアンヘンガー204）に載せられ、5 tハーフトラックや後継のsWS（重国防牽引車）、またはL4500R マウルティーアなどで牽引された。
従来の対戦車砲よりはるかに強力ではあったが、大型かつ大重量であったため、人力での移動は大変困難であった。このため、戦闘中に陣地を変更して戦うことは不可能であり、また、撤退の際に牽引車が無かったり、雪や泥で牽引が困難な場合、放棄しなければならない事態に陥った。これにより鹵獲されたこの砲は、連合軍や赤軍によってドイツ軍重戦車に対抗できる対戦車砲や、野砲代わりとして再利用されることとなった。
PaK 43は1門あたりの価格21,000ライヒスマルクとコストパフォーマンスに優れ（8.8 cm高射砲であるFlaK 36は33,600ライヒスマルク、FlaK 41は60,000ライヒスマルク）、1943年3月-1945年3月の間に計2,840門が軍に納入された。初期には砲身の生産が先行し砲架の生産が遅延したため、砲身を無駄にしないためにラインメタル社が8.8 cm PaK 43/41を、1944年の夏まで併行生産している。

## 参考資料
月刊グランドパワー 2007年10月号（ガリレオ出版）他